# Chthonius mariolae
Chthonius mariolae är en spindeldjursart som beskrevs av Carabajal Márquez, Garcia Carrillo och Rodríguez Fernández 200. Chthonius mariolae ingår i släktet Chthonius och familjen käkklokrypare. Inga underarter finns listade i Catalogue of Life.